# Giovanni Ambrogio Mazenta
Giovanni Ambrogio Mazenta (Milano, 1565 – Roma, 23 dicembre 1635) è stato un religioso e architetto italiano.

## Biografia
Giovanni Ambrogio Mazenta nacque a Milano nel 1565, figlio del senatore Ludovico, podestà di Cremona e presidente del magistrato straordinario, e di sua moglie, Caterina Bianca Bottigella.
Entrò nella compagnia dei Barnabiti nel 1591 a ventisei anni e divenne successivamente anche architetto militare, religioso e civile, fornendo disegni per opere in diverse parti d'Italia, lavorando in particolare per l'curia arcivescovile milanese dove il fratello Alessandro, pure architetto dilettante, era arciprete del duomo di Milano ed intimo consigliere del cardinale Federigo Borromeo.
Si occupò quindi del completamento della Chiesa di San Salvatore a Bologna. Suoi sono i progetti della Chiesa di San Paolo a Bologna e della Cattedrale di San Pietro sempre a Bologna. Negli anni di attività venne chiamato a Napoli per progettare la Chiesa di Santa Caterina della Spina Corona e la Chiesa di San Carlo alle Mortelle. Sulla chiesa di San Carlo alle Mortelle il Mazenta eseguì tra il 1612 e il 1616 i rilievi e i disegni per l'erezione dell'edificio e poco prima di morire apportò piccole modifiche al progetto.

## Curiosità
- A Giovanni Ambrogio Mazenta è stata dedicata una strada a Livorno, una a Macerata, una a Bologna e una a Magenta.